# Kazakhstan aux Jeux olympiques d'hiver de 1994
C'est aux Jeux olympiques d'hiver de 1994, qui ont eu lieu à Lillehammer, en Norvège, que le Kazakhstan a pour la première fois présenté une équipe sous son nom à des Jeux d'hiver. En 1992, ses sportifs s'étaient présentés dans le cadre de l'Équipe unifiée aux Jeux olympiques d'hiver de 1992.

## Médailles
| Médaille          | Nom              | Discipline  | Événement              | Date       |
| ----------------- | ---------------- | ----------- | ---------------------- | ---------- |
| Médaille d'or     | Vladimir Smirnov | Ski de fond | 50 km classique Hommes | 27 février |
| Médaille d'argent | Vladimir Smirnov | Ski de fond | 10 km classique Hommes | 17 février |
| Médaille d'argent | Vladimir Smirnov | Ski de fond | 15 km poursuite Hommes | 19 février |

## Sportifs
Le tableau qui suit liste les nombres de sportifs représentant le Kazakhstan à ces jeux, par discipline.
| Sport                                | Hommes | Femmes | Total |
| ------------------------------------ | ------ | ------ | ----- |
| Ski alpin                            | 1      | 1      | 2     |
| Biathlon                             | 1      | 1      | 2     |
| Ski de fond                          | 6      | 4      | 10    |
| Patinage artistique                  | 1      | 1      | 2     |
| Ski acrobatique                      | 1      | 0      | 1     |
| Patinage de vitesse sur piste courte | 0      | 1      | 1     |
| Saut à ski                           | 3      | –      | 3     |
| Patinage de vitesse                  | 6      | 2      | 8     |
| Total                                | 19     | 10     | 29    |